# Municipio de Polk (condado de Jefferson, Iowa)
El municipio de Polk (en inglés: Polk Township) es un municipio ubicado en el condado de Jefferson en el estado estadounidense de Iowa. En el año 2010 tenía una población de 469 habitantes y una densidad poblacional de 4,99 personas por km².

## Geografía
El municipio de Polk se encuentra ubicado en las coordenadas 41°7′6″N 92°7′49″O / 41.11833, -92.13028. Según la Oficina del Censo de los Estados Unidos, el municipio tiene una superficie total de 94 km², de la cual 93,96 km² corresponden a tierra firme y (0,04 %) 0,04 km² es agua.

## Demografía
Según el censo de 2010, había 469 personas residiendo en el municipio de Polk. La densidad de población era de 4,99 hab./km². De los 469 habitantes, el municipio de Polk estaba compuesto por el 98,51 % blancos, el 0,43 % eran afroamericanos, el 0,21 % eran isleños del Pacífico y el 0,85 % eran de una mezcla de razas. Del total de la población el 0,43 % eran hispanos o latinos de cualquier raza.